# Catfish: mentiras en la red
Catfish: mentiras en la red (en inglés Catfish: the TV Show) es un programa de televisión estadounidense de telerrealidad realizado en formato de docudrama y emitido por el canal MTV. Trata sobre las verdades y mentiras de las relaciones en línea. El programa se basa en el documental de 2010 Catfish y es presentado por Nev Schulman. Max Joseph se desempeñó como coanfitrión durante las primeras siete temporadas del programa antes de ser reemplazado por una gran cantidad de presentadores invitados, incluidos los músicos Elle King y Slick Woods, la actriz Kimiko Glenn y la superestrella del baloncesto Nick Young. Se estrenó el 12 de noviembre de 2012, mientras que la segunda temporada se comenzó a emitir el 25 de junio de 2013. Fue renovado para una quinta temporada estrenada el 24 de febrero de 2016.
En mayo de 2018, se suspendió la filmación de la temporada 7. Luego se anunció que Joseph dejaría el programa después de 7 temporadas. Su último episodio se emitió el 22 de agosto de 2018. Kamie Crawford fue coanfitriona invitada en numerosos episodios en la temporada 7 y se unió al elenco principal en la octava temporada del programa, junto a Schulman.

## Argumento
| Solían llevar bacalaos desde Alaska hasta China. Los mantenían en tanques en el barco. Para cuando el bacalao llegaba a China, la carne estaba blanda y sin gusto. Así que a un tipo se le ocurrió la idea de poner el bacalao en tanques grandes con algunos bagres (catfish) para que el bacalao se mantuviera ágil. Algunas personas son bagres en la vida y te mantienen alerta. Te hacen cuestionarte, pensar, te mantienen fresco. Y doy gracias a Dios por el bagre, de lo contrario estaríamos aburridos y apagados si no hubiese alguien manteniéndonos alerta. —de Catfish |

En Internet, un «bagre» (en inglés catfish)  es una persona que crea perfiles personales falsos en redes sociales o aplicaciones de citas, pretendiendo ser alguien diferente con fotos de otras personas o adulteradas, e información biográfica falsa. Estos pez gato por lo general tienen la intención de engañar a una o varias personas para obtener algo de ellos, tanto en términos afectivos como materiales. El término se deriva del título de una película documental de 2010, en la que el cineasta Nev Schulman descubre que la mujer de veinticinco años con la que había estado llevando a cabo una relación en línea, era un ama de casa de 40 años. La película tiene este título por un mito originado en novelas de Henry Nevinson y Charles Marriott, donde en la ficción utilizan bagres en tanques de bacalao para trasportarlos y mantenerlos activos.
MTV y los productores del documental Catfish, Schulman y su amigo, el cineasta Max Joseph, ayudan a parejas que no se conocen en la vida real. Ellos quieren saber si la persona con la que han tenido una relación emocional profunda es real, o si solo es un "bagre". Algunas parejas han estado juntas durante unos meses, mientras que otras, desde hace años.
Nev afirma que ha recibido solicitudes de personas que le piden su ayuda para comprobar si su pareja online está mintiendo u oculta la verdad sobre su identidad. Cada episodio trata sobre una pareja diferente, con una historia diferente; Nev viaja a donde quiera que vivan y utiliza la verificación de antecedentes y la investigación para descubrir la verdad. Se pone en contacto con la otra persona para organizar una primera reunión entre los dos miembros de la relación, y luego documenta cómo se ven afectadas las parejas. Schulman dijo en la rueda de prensa de Television Critics Association en agosto de 2012 que no se trata de segar la hierba de debajo de los pies de la gente, explicando lo siguiente:

Independientemente de si dos personas se están mintiendo completamente el uno al otro y resulta ser un gran desastre, eso es sólo la primera parte de la historia. A continuación, queremos saber por qué lo están haciendo, quiénes son, lo que sienten, lo que los llevó a este lugar, y por qué se ven reflejados miles de otros jóvenes que tienen los mismos sentimientos, que no tienen a alguien con quien hablar o no saben cómo expresarse.

## Episodios
| Temporada | Temporada | Episodios | Estreno de temporada | Final de temporada |
| --------- | --------- | --------- | -------------------- | ------------------ |
|           | 1         | 12        | 12/11/2012           | 25/2/2013          |
|           | 2         | 16        | 25/6/2013            | 15/10/2013         |
|           | 3         | 10        | 07/05/2014           | 09/07/2014         |
|           | 4         | 19        | 25/02/2015           | 30/08/2015         |
|           | 5         | 20        | 24/02/2016           | 21/09/2016         |
|           | 6         | 20        | 01/03/2017           | 30/08/2017         |
|           | 7         | 40        | 03/01/2018           | 29/08/2019         |
|           | 8         | TBA       | 08/01/2020           | TBA                |

## Recepción
La película Catfish fue criticada y su autenticidad fue discutida, pero el productor ejecutivo Tom Forman destaca que Catfish no sólo cuenta "...historias de decepción. También hemos tropezado con algunas historias de amor. Encontramos personas que son exactamente lo que ellos dicen que son. Eso lo ponemos en televisión, también. Nos encontramos con personas que están dispuestas a superar una decepción inicial y al final realmente hacen una conexión en persona y en la vida real. Eso ha sido muy reconfortante. Así que creo que, cuando nos ponemos en marcha, realmente no sabemos cómo va a terminar: bien, mal, o en algún punto intermedio." Aunque el programa afirma que la víctima engañada es quien inicia el contacto con los productores, en un intento de descubrir la verdadera identidad de su romance en línea, hay quien afirma que los hechos que se presentan son, de hecho, a la inversa, mediante el cual el autor o "pez gato" es el que se pone en contacto en primer lugar con el programa. Los productores proceden a reunir información sobre el engaño del autor y ponerse en contacto con la víctima para más tarde presentar todo lo contrario.
El 19 de diciembre de 2012, MTV anunció que la serie había sido renovada para una segunda temporada.
En febrero de 2013, Hollywood.com publicó un informe detallado sobre cómo se producen los episodios de la serie. En casi todos los casos, el catfisher (aquel cuya identidad es "desconocida") es el primero en entrar en contacto con MTV. Por razones legales, todas las personas involucradas firman un contrato aceptando aparecer ante la cámara incluso antes de que el episodio entre en producción. Sin embargo, gran parte de la investigación de Nev y de Max sobre ellos es aparentemente genuina, ya que Nev no ha hablado personalmente con ellos antes de que comience el rodaje. A menudo, el catfisher y el catfishee ya habían dejado de comunicarse, pero se ponen de acuerdo para reanudar su relación para poder aparecer en el programa.

## Adaptaciones
MTV Latinoamérica estrenó en septiembre de 2014 la versión latinoamericana del programa, llamada Catfish Colombia, centrado en casos situados en Colombia. Está presentado por Diego Sáenz y Sebastián Parra. Contó con dos temporadas hasta su fin el 5 de noviembre de 2015
En octubre de 2015, Chilevisión estrenó la versión chilena de Catfish, llamada Espías del amor. Conducido por Julio César Rodríguez, Andrés Alemparte y Cesar Antonio Campos, el programa inició su segunda temporada en marzo de 2016. Para la tercera temporada Marcelo Arismendi se unió como presentador luego de que Campos no volviera a las grabaciones del programa.
En 2016, la productora TV Azteca y MTV en colaboración produjeron la versión mexicana, Catfish México, que fue estrenada en marzo de 2018 presentado por Chapu Garza y José Luis Badalt.
MTV (Brasil) estrenó en agosto de 2016 la versión brasileña del programa, llamada Catfish Brasil, centrado en casos situados en Brasil. Está presentado por Ciro Sales y Ricardo Gadelha, contó con tres temporadas llegando a su fin el 10 de octubre de 2018.